# MGC M59
MGC M59はMGCが1980年に発売したABS樹脂製モデルガン。

## モデル
スミス&ウェッソン社のセミオートマチックピストルのS&W M59をモデルとしている。
MGCが1970年に発売していた亜鉛合金製モデルガンMGC M44コンバットオートに続き2代目のS&Wオートとなる。

## 製品詳細
MGC社内の開発コードはSW59と呼ばれ、スミス&ウェッソン社の銃を基礎としたモデルガンである事を示している。基本的に実銃と同等の容姿を持ち、発射機能を除くメカニズムと動作を備えるが、ショートリコイル機能は省かれ、ストレートブローバック構造となっている。また、サイドプレート式でエキストラクター一体のファイアリングプレートであるため、スライド上のエキストラクターはモールドのみで機能しない。このようなモデルガン独自のアレンジが多く加えられているものの、デコッキング機能や実銃と同サイズのグリップなど近代モデルガンの特徴を持っている。刻印は実銃同様の箇所に施されているものの、商標等の理由からMGC独自のロゴや文字列となっている。
当時のMGCのオートマチックはスタンダードとブローバックの2種類で発売されることが多かったが、当モデルではブローバック専用品となっていた。
発売当初はカスタム品扱いで発泡スチロール製のハードケース付きであった。
続くMGC M39発売後には通常のカタログ品となった。しかしその後も完成品版は一貫してハードケース付きで販売された。
MGC解散直前にはMGC M459及びMGC M659として金型を改修しヘビーウェイトモデルとして発売した。
なお､モデルガンM59の金型を改修して固定スライドガスガンのM459を発売したという情報は誤りである。ガスガンM459の発売が1986年であるのに対し､モデルガンM59は前述の通りMGC解散直前の､モデルガンM459生産前まで継続して生産･販売されていた。

## 製品バリエーション
完成品
- スチールブルーモデル - 発売時定価15,000円
- フレームシルバーモデル - 発売時定価18,000円
- オールシルバーモデル - 発売時定価22,000円

キット
- スチールブルーモデル - 発売時定価8,500円
- フレームシルバーモデル - 発売時定価9,800円

別売り品
- カートリッジ（20発入り） - 発売時定価1,200円
- MGキャップ（7ミリB） - 発売時定価400円

## マイナーチェンジ
- シルバーメッキ色をニッケルからサーチライトクロームに変更。
- オールシルバーモデルのバレルブッシングとセフティを黒のABS地肌から同色メッキに変更。金属パーツをガンブルー仕上げからシルバーメッキに変更。
- ブローバック方式をデトネーター式MGブローバック(MG-BLK)からCP式ブローバックへ変更。
- マガジンをガンブルー仕上げからシルバーメッキに変更。

## テレビ・映画
ステージガンとしても活躍した。
- 太陽にほえろ!
- ゴリラ・警視庁捜査第8班

## 太陽にほえろ!におけるM59ドックスペシャル
太陽にほえろ!のドック刑事（神田正輝）が使用するステージガンとしてフレームシルバーモデルが使用されたが初期のモデルはオールスチールモデルがカスタムベースとなっていた為、ランヤードリングとマガジンのみスチールブルー仕上げとなっているのが特徴。またフロントサイトには視認性を上げる為ピンクやレッドのクリアアクリルインサートを入れたり作動性を高める実銃と同じ方式のエキストラクター、センターファイアブリーチなど製品版から大きくカスタマイズを加えたステージガンであった。
これはポリス特注でS&W社カスタム部門で製作された実銃のM59SS（フレームシルバー、レッドランプ）をモデルとしているとされる。
当時ガンレポーターのTurk氏が所有するM59のフレームもサンドブラストによるアルミ地肌のシルバーに加工されており、フレームシルバーモデルがクローズアップされていた時代であった。
ドック刑事が登場していた期間が約６年と長かったため、登場時期によって仕様が異なる。神田正輝登場初期はトビー門口と春木弘が小道具担当でレッドランプ、ライブセフティ、ライブエキストラクターのチョーク式ブローバックのステージガンであった。
一連の改造モデルガン摘発事件後、小道具担当が変わり外観は市販品とほぼ同じであるがMGC試作のダブルキャップＣＰカートリッジを使用するステージガンが使用された。後期のステージガンは肉厚の薄いバレルであったため、銃口付近の銃腔が本来の９ミリより拡大され、通称「45バレル」（45ACP位の口径に見える）と呼ばれることがある。また電気発火式のステージガンも存在した。